# Starye steny
Starye steny (Старые стены) è un film del 1973 diretto da Viktor Ivanovič Tregubovič.

## Trama
Il film racconta di una donna che lavora come direttrice di una fabbrica di tessitura vicino a Mosca e incontra un uomo per cui sta cercando di sfuggire all'amore.